# Liste der Pflegemodelle
Die Liste der Pflegemodelle gibt eine Übersicht über die verschiedenen Pflegemodelle, die in der professionellen Pflege zur Erklärung grundlegender Sachverhalte und Beziehungen der betroffenen Personengruppen eingesetzt werden bzw. worden sind. Sie sind hier in der Reihenfolge ihrer Entstehung und nach Hauptmerkmalen sortiert.
Diese Modelle basieren meistens auf einem pflegetheoretischen Konzept und werden innerhalb der Pflegewissenschaft und -forschung als konzeptionelle Pflegemodelle verstanden und anhand verschiedener Merkmale beschrieben. Modelle sind im wissenschaftlichen Verständnis aber zunächst noch keine Theorie. Es wäre gedanklich falsch, die Begriffe Pflegetheorie und Pflegemodell gleichzusetzen, weil die Modelle noch nicht auf nachprüfbaren Forschungsergebnissen aufbauen.

## Beschreibungsmerkmale
Wichtige Beschreibungsmerkmale für ein Pflegemodell sind Mensch, Gesundheit/Krankheit, Umgebung und Pflege. Diese vier Merkmale sind je ein Metaparadigma.
Hier noch ein Kurzwegweiser nach dem Namensalphabet der Autorinnen: Al-Aslamiya, Böhm, Friedemann, Henderson, Juchli, King, Krohwinkel, Leininger, Neuman, Nightingale, Orem, Orlando, Peplau, Rizzo-Parse, Rogers, Roper , Roy

### Zugrundeliegende Theorie
Pflegemodelle basieren auf einer theoretischen Basis, die neben der Definition des Metaparadigmas auch über ihren Ursprung, ihre Entstehung, ihre Bedeutung, die Logik, die Anwendbarkeit und die Übertragbarkeit unterschieden werden können, die als das Abstraktionsniveau bezeichnet werden. Umfassende, meist induktiv entstandene Konzepte, die überwiegend der ersten Generation der Pflegetheorie entstammen, werden hierbei als grand theory (engl. für groß) klassifiziert, nachfolgende deduktive Konzepte können entweder zu den grand theories gehören oder werden wegen ihrer eingeschränkten Reichweite als mid-range theory (engl. für mittlere Reichweite) bezeichnet. Die aktuelle Theorieentwicklung innerhalb der Pflege beschränkt sich überwiegend auf Konzepte mit einer deutlich eingeschränkten Reichweite, beispielsweise auf eine eng definierte Zielgruppe oder Pflegehandlung. Diese werden als micro theory oder narrow-scope theory (engl. für eingeschränkte Reichweite) klassifiziert und in dieser Liste nicht erfasst. Die Reichweite der Theorie ist für das übergeordnete Pflegemodell von entscheidender Bedeutung für die Ableitungsfähigkeit kleinerer Theorien und Modelle, die Anwendbarkeit innerhalb verschiedener Pflegekulturen und der Denkschule, der sie zugeordnet wird.

### Grundtypus
Pflegemodelle werden nach ihrer Ausrichtung in verschiedene Grundtypen eingeteilt. Für diese Liste wurde aufgrund ihrer Verbreitung im deutschsprachigen Raum die Einteilung in die Grundtypen nach Meleis zugrunde gelegt. Die Modelle werden hierbei in die drei von Meleis definierten Grundtypen der Bedürfnis- beziehungsweise Lebensmodelle, Interaktionsmodelle, Pflegeergebnismodelle eingeordnet. Andere Pflegewissenschaftler, wie beispielsweise Ann Marriner Tomey, wenden andere Klassifizierungen an; sie unterscheidet zwischen humanistischen, systemischen, Energiefeld- und Ergebnismodellen.

### Metaparadigma
Pflegewissenschaftler beschreiben die Konzepte, die die Grundlage für das jeweilige Pflegemodell bilden, anhand zentraler Faktoren und Phänomene. Diese werden als Paradigmen bezeichnet und umfassen in der Pflege den Menschen, die Umgebung, das Verständnis von Gesundheit und Krankheit sowie der Pflege. Ein wesentlicher Faktor ist insbesondere der „pflegebedürftige Mensch“, der im Mittelpunkt des professionellen pflegerischen Handelns steht. Pflegemodelle enthalten in der Regel auch Aussagen zum Menschenbild, der Kommunikation und/oder den Bedürfnissen des Gepflegten. Zusammengefasst ergeben diese Einzelfaktoren die zentralen Kriterien der Pflege, nach der Pflegemodelle, -theorien und -konzepte definiert und klassifiziert werden. Das zugrunde liegende Menschenbild kann als einheitlich, holistisch, beziehungsweise ganzheitlich, mechanistisch oder systemisch verstanden werden. Es wird in dieser Liste unter dem Paradigma Mensch angesprochen. Nach einer pflegewissenschaftlichen Auseinandersetzung über das Selbstverständnis in der Pflege wird die professionelle Pflege zwar nicht als paradigmatische Wissenschaft begriffen, da die komplexen sozialwissenschaftliche Zusammenhänge nicht umfassend über ein globales Paradigma, das Metaparadigma, beschrieben werden können; diese Parameter werden jedoch benutzt, um Pflegemodelle zu beschreiben.

## Theorien ohne zugehöriges Modell
Vor Entstehung der Pflegewissenschaft wurden bereits Theorien entwickelt, die jedoch nicht im Rahmen des pflegewissenschaftlichen Verständnisses zu einem Pflegemodell ausgebaut wurden. Diese Theorien beschreiben jedoch ebenfalls die grundlegenden Parameter der Pflege und gelten als Meilensteine des professionellen Pflegeverständnisses und Basis nachfolgender Pflegetheorien und Modellentwicklungen. Dies betrifft sowohl Rufaida Al-Aslamiya, deren Arbeit in der Schlacht von Badr auf der arabischen Halbinsel im Jahre 624 die östliche Pflege begründete, als auch die 1860 als Notes of Nursing von Florence Nightingale veröffentlichten theoretischen Grundlagen der westlichen Pflegetheorie.

## Konzeptionelle Pflegemodelle nach Entstehung

### Zwischenmenschliche Beziehungen in der Pflege (1952)
| Zwischenmenschliche Beziehungen in der Pflege | Zwischenmenschliche Beziehungen in der Pflege |
| --------------------------------------------- | --- |
| Autor                                         | Hildegard Peplau |
| Entstehungsjahr/-ort                          | 1952 / Vereinigte Staaten von Amerika |
| Zugrundeliegende Theorie                      | Zwischenmenschliche Beziehungen in der Pflege |
| Grundtypus                                    | Interaktionsmodell |
| Alternative Bezeichnungen                     | Interpersonale Beziehungen in der Pflege, Psychodynamische Pflege |
| Metaparadigmen                                | Definition durch das Modell |
| Mensch                                        | Der Mensch lebt in einem instabilen physiologischen, psychologischen und sozialen Gleichgewicht und wird als einzigartiges Wesen wahrgenommen, dessen zwischenmenschliche Beziehungen durch verschiedene Umstände gesteuert werden.                                                                                        |
| Gesundheit/Krankheit                          | Gesundheit ist ein fortlaufender Prozess der Persönlichkeit und anderer menschlicher Bedürfnisse. Sie ist auf ein kreatives, aktives, nützliches und leistungsfähiges persönliches Leben und das Gemeinschaftsleben ausgerichtet. Krankheit ist ein Symptom sowohl psychologischer als auch physiologischer Überforderung. |
| Umgebung                                      | Der Mikrokosmos beinhaltet sämtliche Bezugspersonen und zwischenmenschliche Beziehungen, innerhalb welcher der Pflegebedürftige sich bewegt. |
| Pflege                                        | Pflege wird als signifikanter, therapeutischer interpersonaler Prozess verstanden, der über die Fertigkeiten verfügt, die Kraft zur Entwicklung der Person zu geben und auch als pädagogisches Instrument eingesetzt werden kann.                                                                                          |

### Bedürfniserkennung im Beziehungsprozess (1962)
| Bedürfniserkennung im Beziehungsprozess | Bedürfniserkennung im Beziehungsprozess |
| --------------------------------------- | --- |
| Autor                                   | Ida Jean Orlando |
| Entstehungsjahr/-ort                    | 1962 / Vereinigte Staaten von Amerika |
| Zugrundeliegende Theorie                | Pflegeprozesstheorie |
| Grundtypus                              | Interaktionsmodell |
| Alternative Bezeichnungen               | Dynamische Beziehung zwischen Patient und Pflegeperson, Lebendige Beziehung zwischen Pflegenden und Patienten |
| Metaparadigmen                          | Definition durch das Modell |
| Mensch                                  | Ein mit Bedürfnissen ausgestattetes Wesen, das die Fähigkeit besitzt, sich weiterzuentwickeln und sich durch verbales und nonverbales Verhalten charakterisieren lässt. |
| Gesundheit/Krankheit                    | Der Zustand, in dem Bedürfnisse durch den Menschen selbst erfüllt werden können. Krankheit führt zu einer dauerhaften oder vorübergehenden Abhängigkeit. Die Erfüllung der Bedürfnisse führt zu einem Gefühl der Angemessenheit. |
| Umgebung                                | Keine nähere Beschreibung, die aktuelle Pflegesituation zwischen Gepflegtem und Pflegendem wird als unmittelbare Umgebung verstanden. |
| Pflege                                  | Die Pflegekraft ist die Schnittstelle zwischen Patient und Medizin, sie erfüllt die Anweisungen der Medizin im Sinne des Patienten und nicht im Sinne des Arztes. Sie sorgt für die Verringerung der Hilfsbedürftigkeit durch die Beurteilung der notwendigen Hilfe. Diese Beurteilung basiert auf der Kommunikation zwischen Pflegeperson und Pflegebedürftigem. |

### Modell der 14 Grundbedürfnisse (1966)
| Modell der 14 Grundbedürfnisse | Modell der 14 Grundbedürfnisse |
| ------------------------------ | --- |
| Autor                          | Virginia Henderson |
| Entstehungsjahr/-ort           | 1966 / Vereinigte Staaten von Amerika |
| Zugrundeliegende Theorie       | Pflegetheorie nach Henders |
| Grundtypus                     | Bedürfnismodell |
| Alternative Bezeichnungen      | Modell der Grundbedürfnisse, Pflege nach Henderson |
| Metaparadigmen                 | Definition durch das Modell |
| Mensch                         | Jedes Individuum besteht aus einer untrennbaren Einheit von Körper und Geist; ein physiologisches und emotionales Gleichgewicht soll angestrebt und gehalten werden. Die Bedürfnisse folgen der maslowschen Bedürfnispyramide.                                                                     |
| Gesundheit/Krankheit           | Lebensqualität, die mit Unabhängigkeit assoziiert wird, beschreibt Gesundheit; Krankheit bedeutet analog Abhängigkeit. |
| Umgebung                       | alle externen Faktoren und Konditionen, die das Leben und die Entwicklung des Menschen beeinflussen |
| Pflege                         | Die Pflege wird in vier Phasen eingeteilt, die die Interaktion zwischen Pflegendem und Gepflegtem kennzeichnen: Orientierung, Identifikation, Nutzung oder Ausbeutung, Ablösung. Ziel der Pflege ist, durch ergänzende oder unterstützende Maßnahmen die Gesundung des Individuums voranzubringen. |

### Transkulturelle Pflege nach Leininger (1966)
| Transkulturelle Pflege    | Transkulturelle Pflege | Transkulturelle Pflege |
| ------------------------- | --- | --- |
| Autor                     | Madeleine Leininger | |
| Entstehungsjahr/-ort      | 1966 / Vereinigte Staaten von Amerika | |
| Zugrundeliegende Theorie  | Kulturelle Dimensionen menschlicher Pflege | |
| Grundtypus                | Bedürfnismodell | |
| Alternative Bezeichnungen | Transkulturelle, Kultursensitive bzw. Interkulturelle Pflege, Culture Care | |
| Metaparadigmen            | Definition durch das Modell | Definition durch das Modell |
| Mensch                    | Der ganzheitlich zu betrachtende Mensch wird durch seine Kultur sowie durch Werte und Normen seines sozialen Umfeldes geprägt. Er hat das Bedürfnis entsprechend dieser Vorstellungen zu leben, zu interagieren und behandelt zu werden. | Der ganzheitlich zu betrachtende Mensch wird durch seine Kultur sowie durch Werte und Normen seines sozialen Umfeldes geprägt. Er hat das Bedürfnis entsprechend dieser Vorstellungen zu leben, zu interagieren und behandelt zu werden. |
| Gesundheit/Krankheit      | Gesundheit wird beschrieben als ein Zustand des Wohlbefindens, das kulturell unterschiedlich empfunden wird. Sie wird definiert durch die Fähigkeit, die eigene soziale Rolle innerhalb kultureller und strukturierter Lebensweise zu erfüllen. | Gesundheit wird beschrieben als ein Zustand des Wohlbefindens, das kulturell unterschiedlich empfunden wird. Sie wird definiert durch die Fähigkeit, die eigene soziale Rolle innerhalb kultureller und strukturierter Lebensweise zu erfüllen. |
| Umgebung                  | Die Umgebung bezieht sich auf die Gesamtheit der Ereignisse und Erfahrungen, die innerhalb eines kulturellen, physiologischen oder soziopolitischen Settings auf den Menschen einwirkt, sowie die beeinflussende Ethno-Historie. | Die Umgebung bezieht sich auf die Gesamtheit der Ereignisse und Erfahrungen, die innerhalb eines kulturellen, physiologischen oder soziopolitischen Settings auf den Menschen einwirkt, sowie die beeinflussende Ethno-Historie. |
| Pflege                    | Die Pflege ist eine humanistische und wissenschaftliche Disziplin, deren zentrale Aufgabe die Assistenz Einzelner oder Gruppen ist, um deren Gesundheit, respektive Wohlbefinden in kulturell angepassten Handlungen und Sorgephänomenen zu verbessern oder aufrechtzuerhalten, und sie bei der Begegnung mit Tod oder Behinderungen zu unterstützen. | Die Pflege ist eine humanistische und wissenschaftliche Disziplin, deren zentrale Aufgabe die Assistenz Einzelner oder Gruppen ist, um deren Gesundheit, respektive Wohlbefinden in kulturell angepassten Handlungen und Sorgephänomenen zu verbessern oder aufrechtzuerhalten, und sie bei der Begegnung mit Tod oder Behinderungen zu unterstützen. |

### Adaptionsmodell (1970)
| Adaptionsmodell           | Adaptionsmodell | Adaptionsmodell |
| ------------------------- | --- | --- |
| Autor                     | Callista Roy | |
| Entstehungsjahr/-ort      | Entwickelt 1964, publiziert 1970 / Vereinigte Staaten von Amerika | |
| Zugrundeliegende Theorie  | Adaptionstheorie | |
| Grundtypus                | Pflegeergebnismodell | |
| Alternative Bezeichnungen | Anpassungsmodell | |
| Metaparadigmen            | Definition durch das Modell | Definition durch das Modell |
| Mensch                    | Der Mensch ist ein ganzheitliches adaptives System, das ständig versucht, sich durch Anpassung an äußere Umstände (auch Krankheit oder Behinderung) anzupassen. | Der Mensch ist ein ganzheitliches adaptives System, das ständig versucht, sich durch Anpassung an äußere Umstände (auch Krankheit oder Behinderung) anzupassen. |
| Gesundheit/Krankheit      | Gesundheit ist ein Zustand und adaptiver Prozess, um ein integriertes und ganzheitliches Individuum zu sein und zu werden; mangelnde Integration bedeutet mangelnde Gesundheit. Anpassung im positiven Sinne fördert das Überleben, Wachstum, Reproduktion und Rollenerfüllung.                                                                                        | Gesundheit ist ein Zustand und adaptiver Prozess, um ein integriertes und ganzheitliches Individuum zu sein und zu werden; mangelnde Integration bedeutet mangelnde Gesundheit. Anpassung im positiven Sinne fördert das Überleben, Wachstum, Reproduktion und Rollenerfüllung.                                                                                        |
| Umgebung                  | Zur Umgebung zählen alle Bedingungen, Umstände und Einflüsse, die innerhalb und außerhalb des menschlichen adaptiven Systems die Entwicklung und das Verhalten eines Individuums beeinflussen. Zwischen dem Menschen und der sich ständig verändernden Umwelt existiert eine Wechselbeziehung.                                                                         | Zur Umgebung zählen alle Bedingungen, Umstände und Einflüsse, die innerhalb und außerhalb des menschlichen adaptiven Systems die Entwicklung und das Verhalten eines Individuums beeinflussen. Zwischen dem Menschen und der sich ständig verändernden Umwelt existiert eine Wechselbeziehung.                                                                         |
| Pflege                    | Adaption ist die Folge von Pflegeprozess und -ergebnis, wobei ein absolutes körperliches, geistiges und soziales Wohlbefinden nicht für jeden möglich ist. Pflege soll Reize und Verhalten, die zur Adaption beitragen, durch geeignete Maßnahmen fördern. Patientenbeobachtung ist zentrales Mittel zur Beurteilung der Notwendigkeiten pflegerischer Interventionen. | Adaption ist die Folge von Pflegeprozess und -ergebnis, wobei ein absolutes körperliches, geistiges und soziales Wohlbefinden nicht für jeden möglich ist. Pflege soll Reize und Verhalten, die zur Adaption beitragen, durch geeignete Maßnahmen fördern. Patientenbeobachtung ist zentrales Mittel zur Beurteilung der Notwendigkeiten pflegerischer Interventionen. |

### Energiefeldtheorie (1970)
| Energiefeldtheorie        | Energiefeldtheorie |
| ------------------------- | --- |
| Autor                     | Martha Elisabeth Rogers |
| Entstehungsjahr/-ort      | 1970 / Vereinigte Staaten von Amerika |
| Zugrundeliegende Theorie  | Theorie des einheitlichen Menschen |
| Grundtypus                | Pflegeergebnismodell |
| Alternative Bezeichnungen | Wissenschaft des einheitlichen Menschen, Energiefeldtheorie |
| Metaparadigmen            | Definition durch das Modell |
| Mensch                    | Der Mensch ist ein einheitliches Wesen, mehr als die Summe der Organe. Er wird als Energiefeld verstanden, das mit seinem Umfeld ein Ganzes bildet.                                                                 |
| Gesundheit/Krankheit      | Gesundheit und Krankheit sind zwei kulturell definierte Einheiten, die untrennbar miteinander verbunden sind. |
| Umgebung                  | Ein unbegrenztes, nicht ableitbares und pandimensionales Energiefeld, das sich in einem wechselseitigen Prozess mit dem Menschen befindet.                                                                          |
| Pflege                    | Pflege ist eine universelle Wissenschaft, die die Beschreibung, Erklärung und Vorhersage des weiteren Lebensprozesses umfasst. Sie soll Zusammenhang und Vollständigkeit des Energiefeldes des Menschen verstärken. |

### Interaktionsmodell nach King (1971)
| Interaktionsmodell nach King | Interaktionsmodell nach King | Interaktionsmodell nach King |
| ---------------------------- | --- | --- |
| Autor                        | Imogene King | |
| Entstehungsjahr/-ort         | 1971 / Vereinigte Staaten von Amerika | |
| Zugrundeliegende Theorie     | Theorie der Zielerreichung | |
| Grundtypus                   | Interaktionsmodell | |
| Alternative Bezeichnungen    | Allgemeine Systemtheorie | |
| Metaparadigmen               | Definition durch das Modell | Definition durch das Modell |
| Mensch                       | Menschen sind interaktive und offene Systeme, die mit ihrer Umwelt interagieren und soziale Rollen erfüllen können. Sie haben das Recht auf eine umfassende Information und Beteiligung an Entscheidungsprozessen hinsichtlich ihres Gesundheitszustandes.                                                                                       | Menschen sind interaktive und offene Systeme, die mit ihrer Umwelt interagieren und soziale Rollen erfüllen können. Sie haben das Recht auf eine umfassende Information und Beteiligung an Entscheidungsprozessen hinsichtlich ihres Gesundheitszustandes.                                                                                       |
| Gesundheit/Krankheit         | Gesundheit ist ein interaktiver Erfahrungsprozess, bei dem die Ressourcen zur Bewältigung krankheitsverursachender psychischer und physischer Stressfaktoren eingesetzt werden. | Gesundheit ist ein interaktiver Erfahrungsprozess, bei dem die Ressourcen zur Bewältigung krankheitsverursachender psychischer und physischer Stressfaktoren eingesetzt werden. |
| Umgebung                     | Die unmittelbare Umwelt besteht aus den verschiedenen formellen und informellen gesellschaftlichen Rollen, Verhaltensweisen und Praktiken. Die mittelbare Umwelt besteht aus dem sozialen System, in dem sich das Individuum befindet. | Die unmittelbare Umwelt besteht aus den verschiedenen formellen und informellen gesellschaftlichen Rollen, Verhaltensweisen und Praktiken. Die mittelbare Umwelt besteht aus dem sozialen System, in dem sich das Individuum befindet. |
| Pflege                       | Pflege ist ein zwischenmenschlicher Prozess von Aktion, Reaktion und Interaktion. Die Kommunikation zwischen Pflegendem und Gepflegtem soll die gemeinsame Zielsetzung, die erforderlichen Maßnahmen und die Zielrealisation definieren, um das Individuum bei der Erhaltung, Förderung und Wiederherstellung seiner Gesundheit zu unterstützen. | Pflege ist ein zwischenmenschlicher Prozess von Aktion, Reaktion und Interaktion. Die Kommunikation zwischen Pflegendem und Gepflegtem soll die gemeinsame Zielsetzung, die erforderlichen Maßnahmen und die Zielrealisation definieren, um das Individuum bei der Erhaltung, Förderung und Wiederherstellung seiner Gesundheit zu unterstützen. |

### Selbstpflegedefizitmodell (1971)
| Selbstpflegedefizitmodell | Selbstpflegedefizitmodell | Selbstpflegedefizitmodell |
| ------------------------- | --- | --- |
| Autor                     | Dorothea Orem | |
| Entstehungsjahr/-ort      | 1971 / Vereinigte Staaten von Amerika | |
| Zugrundeliegende Theorie  | Selbstpflegedefizit-Theorie | |
| Grundtypus                | Bedürfnismodell | |
| Alternative Bezeichnungen | Selbstpflege-Modell, Selbstpflege nach Orem | |
| Metaparadigmen            | Definition durch das Modell | Definition durch das Modell |
| Mensch                    | Der Mensch hat – abhängig von seinem Alter, Entwicklungsstand und Gesundheitszustand – bestimmte Grundbedürfnisse, die er in der Regel selbstständig erfüllt oder erfüllen will (Selbstpflege oder Selbstfürsorgeerfordernis).                                                                                                | Der Mensch hat – abhängig von seinem Alter, Entwicklungsstand und Gesundheitszustand – bestimmte Grundbedürfnisse, die er in der Regel selbstständig erfüllt oder erfüllen will (Selbstpflege oder Selbstfürsorgeerfordernis).                                                                                                |
| Gesundheit/Krankheit      | Gesundheit ist von der Selbstpflegefähigkeit abhängig; Krankheit oder Behinderung schränken die Selbstpflegekompetenz ein, es entsteht ein Selbstpflegebedarf. | Gesundheit ist von der Selbstpflegefähigkeit abhängig; Krankheit oder Behinderung schränken die Selbstpflegekompetenz ein, es entsteht ein Selbstpflegebedarf. |
| Umgebung                  | Orem machte ursprünglich kaum Aussagen zum Einfluss der Umweltbedingungen, später wurde das Umfeld systemtheoretisch aufgearbeitet. | Orem machte ursprünglich kaum Aussagen zum Einfluss der Umweltbedingungen, später wurde das Umfeld systemtheoretisch aufgearbeitet. |
| Pflege                    | Pflege soll nur soviel Selbstpflege übernehmen wie notwendig und die Kompetenzen der Dependenz-Gepflegten berücksichtigen. Der Bedarf an Selbstpflege wird in drei Stufen unterteilt: vollständig kompensatorisch, teilweise kompensatorisch und unterstützend-erzieherisch. Diese Stufen können dynamisch kombiniert werden. | Pflege soll nur soviel Selbstpflege übernehmen wie notwendig und die Kompetenzen der Dependenz-Gepflegten berücksichtigen. Der Bedarf an Selbstpflege wird in drei Stufen unterteilt: vollständig kompensatorisch, teilweise kompensatorisch und unterstützend-erzieherisch. Diese Stufen können dynamisch kombiniert werden. |

### Systemmodell (1972)
| Systemmodell              | Systemmodell |
| ------------------------- | --- |
| Autor                     | Betty Neuman |
| Entstehungsjahr/-ort      | 1972 (Veröffentlichung) / Vereinigte Staaten von Amerika |
| Zugrundeliegende Theorie  | Keine vollausgeprägte Theorie; Grundlagen bei Pierre Teilhard de Chardin, in der Gestalttherapie, dem Allgemeinen Anpassungssyndrom und der Systemtheorie |
| Grundtypus                | Pflegeergebnismodell |
| Alternative Bezeichnungen | System-Pflege nach Neuman, Neuman Systems Model, Präventives Gesundheitshandeln |
| Metaparadigmen            | Definition durch das Modell |
| Mensch                    | Menschen sind bio-psycho-sozio-spirituelle Wesen, die ein ganzheitliches offenes System bilden, in dem die Faktoren Stress und Stressreaktion eine zentrale Rolle spielen. Dabei hängt die Reaktion vom Stresslevel und der individuellen Stressresistenz ab. |
| Gesundheit/Krankheit      | Wenn alle Faktoren und Variablen in Harmonie mit dem ganzheitlichen Individuum sind, empfindet der Mensch Wohlbefinden. |
| Umgebung                  | Innere und äußere Faktoren beeinflussen den Menschen, die Umgebung reagiert entsprechend auf den Menschen. |
| Pflege                    | Die Pflege setzt sich mit den Maßnahmen auseinander, mit denen ein Individuum auf Stress reagiert, um ein stabiles System zu erreichen. |

### Pflegemodell der Lebensaktivitäten (1976)
| Pflegemodell der Lebensaktivitäten | Pflegemodell der Lebensaktivitäten |
| ---------------------------------- | --- |
| Autor                              | Nancy Roper, Winifred W. Logan und Alison Tierney |
| Entstehungsjahr/-ort               | 1976 / Vereinigtes Königreich |
| Zugrundeliegende Theorie           | Verschiedene amerikanische Pflegetheorien |
| Grundtypus                         | Bedürfnismodell |
| Alternative Bezeichnungen          | Modell des Lebens, RLT-Modell |
| Metaparadigmen                     | Definition durch das Modell |
| Mensch                             | Ein Individuum führt seine Lebensaktivitäten während seines gesamten Lebens aus. Wichtigstes Ziel ist es, die maximale Unabhängigkeit bei jeder der Lebensaktivitäten zu erreichen.                                                                    |
| Gesundheit/Krankheit               | Das Niveau der Gesundheit wird durch den Status der Selbstverwirklichung und Unabhängigkeit definiert. |
| Umgebung                           | Die Umgebung, physiologische, psychologische, soziokulturelle und politisch-ökonomische Aspekte sind die fünf beeinflussenden Faktoren der Lebensaktivitäten.                                                                                          |
| Pflege                             | Pflege unterstützt bei der Problemlösung sowie Handhabung und Prävention von Einschränkungen der Lebensaktivitäten. In die persönliche Lebensgestaltung darf die Pflege nur eingreifen, wenn dies aufgrund gesundheitlicher Probleme unvermeidbar ist. |

### Human Becoming (1992)
| Human Becoming            | Human Becoming |
| ------------------------- | --- |
| Autor                     | Rosemarie Rizzo-Parse |
| Entstehungsjahr/-ort      | 1992 / Vereinigte Staaten von Amerika |
| Zugrundeliegende Theorie  | Theorie des menschlichen Werdens (basierend auf Martin Heidegger, Jean-Paul Sartre, Maurice Merleau-Ponty), ursprünglich 1981 als Mensch-Leben-Gesundheit veröffentlicht |
| Grundtypus                | Interaktionsmodell |
| Alternative Bezeichnungen | Mensch – Leben – Gesundheit |
| Metaparadigmen            | Definition durch das Modell |
| Mensch                    | Jedes einzigartiges Individuum, das immer mehr ist als die Summe seiner Teile, befindet sich in einem lebenslangen Wachstumsprozess. Es sucht dabei nach einer Qualitätssteigerung seiner Existenz und seiner Gesundheit. Es interagiert laufend mit seiner Umwelt und trifft bewusste, verantwortliche Entscheidungen, um seiner Existenz Sinn zu geben.           |
| Gesundheit/Krankheit      | Gesundheit ist kein Gegenpol zu Krankheit, sondern ein sich stetig verändernder und andauernder Wachstumsprozess. Krankheit ist ein Interaktionsmuster mit der Umwelt („gelebte Erfahrung“). |
| Umgebung                  | Mensch und Umgebung lassen sich nicht trennen; der Mensch wählt die individuelle Bedeutung und gestaltet seine Umwelt durch Interaktion. |
| Pflege                    | Pflege versteht sich als Humanwissenschaft und ist von der Medizin abgegrenzt. Sie begreift den Menschen als lebende Einheit, die aktiv an der qualitativen Verbesserung der Gesundheit beteiligt ist. Die Pflege folgt den Prinzipien der Sinngebung, des Rhythmus und der Grenzüberschreitung (Transzendenz), um die Lebensqualität des Gepflegten zu verbessern. |

## Mid-range-Pflegemodelle aus dem deutschsprachigen Raum

### Aktivitäten des täglichen Lebens (1983)
| Aktivitäten des täglichen Lebens | Aktivitäten des täglichen Lebens | Aktivitäten des täglichen Lebens |
| -------------------------------- | --- | --- |
| Autor                            | Liliane Juchli | |
| Entstehungsjahr/-ort             | 1983 / Schweiz | |
| Zugrundeliegende Theorie         | Weiterentwicklung Henderson, Maslow (Bedürfnispyramide, 1954) und Roper | |
| Grundtypus                       | Bedürfnismodell | |
| Alternative Bezeichnungen        | Pflege nach Juchli, ATL-Modell | |
| Metaparadigmen                   | Definition durch das Modell | Definition durch das Modell |
| Mensch                           | Der Mensch ist ein vielschichtiges Ganzes und bildet eine Einheit aus Leib-Seele-Geist mit männlichen und weiblichen Anteilen; er kann nur in seiner Ganzheitlichkeit erfasst werden. | Der Mensch ist ein vielschichtiges Ganzes und bildet eine Einheit aus Leib-Seele-Geist mit männlichen und weiblichen Anteilen; er kann nur in seiner Ganzheitlichkeit erfasst werden. |
| Gesundheit/Krankheit             | Ganzheitliches Gesundheitsverständnis; Gesundheit hat Ressourcen und ein Selbstpflegepotential, Krankheit zeichnet sich durch Defizite und Hilfsbedürftigkeit aus. | Ganzheitliches Gesundheitsverständnis; Gesundheit hat Ressourcen und ein Selbstpflegepotential, Krankheit zeichnet sich durch Defizite und Hilfsbedürftigkeit aus. |
| Umgebung                         | siehe Roper | siehe Roper |
| Pflege                           | Die Pflegekraft muss in sich selbst ruhen und sich wohlfühlen, um „heilende Pflege“, Hilfe zur Selbsthilfe und zur Integration von Körper, Seele und Geist von durchführen zu können. Professionalität lebt von Glauben, Liebe und Hoffnung genauso wie von Forschung und Lehre. Ganzheitliches Denken ist Voraussetzung für ein ganzheitliches Handeln. Pflege ist die Ergänzung der evidenzbasierten Medizin | Die Pflegekraft muss in sich selbst ruhen und sich wohlfühlen, um „heilende Pflege“, Hilfe zur Selbsthilfe und zur Integration von Körper, Seele und Geist von durchführen zu können. Professionalität lebt von Glauben, Liebe und Hoffnung genauso wie von Forschung und Lehre. Ganzheitliches Denken ist Voraussetzung für ein ganzheitliches Handeln. Pflege ist die Ergänzung der evidenzbasierten Medizin |

### Modell des systemischen Gleichgewichts (1989)
| Modell des systemischen Gleichgewichts | Modell des systemischen Gleichgewichts | Modell des systemischen Gleichgewichts |
| -------------------------------------- | --- | --- |
| Autor                                  | Marie-Luise Friedemann | |
| Entstehungsjahr/-ort                   | 1989 / Schweiz, Vereinigte Staaten von Amerika | |
| Zugrundeliegende Theorie               | Theorie des systemischen Gleichgewichts | |
| Grundtypus                             | Interaktionsmodell | |
| Alternative Bezeichnungen              | Familien- und umweltbezogenes Pflegemodell | |
| Metaparadigmen                         | Definition durch das Modell | Definition durch das Modell |
| Mensch                                 | Identität bildet sich über die Beziehung zur Umwelt (zu Mitmenschen, Gegenständen etc.). Das Individuum ist von den Kräften der Natur abhängig und sensibel für systemische Störungen. Menschen können systemübergreifend handeln, um Kongruenz wiederherzustellen und sinnvoll und angstfrei zu leben. | Identität bildet sich über die Beziehung zur Umwelt (zu Mitmenschen, Gegenständen etc.). Das Individuum ist von den Kräften der Natur abhängig und sensibel für systemische Störungen. Menschen können systemübergreifend handeln, um Kongruenz wiederherzustellen und sinnvoll und angstfrei zu leben. |
| Gesundheit/Krankheit                   | Gesundheit entsteht durch eine weitgehende Übereinstimmung aller Systeme bzw. Kongruenz der Subsysteme und Kongruenz mit den Kontaktsystemen. Krankheit wird durch eine Systemstörung des organischen Subsystems hervorgerufen.                                                                         | Gesundheit entsteht durch eine weitgehende Übereinstimmung aller Systeme bzw. Kongruenz der Subsysteme und Kongruenz mit den Kontaktsystemen. Krankheit wird durch eine Systemstörung des organischen Subsystems hervorgerufen.                                                                         |
| Umgebung                               | Der Mensch und seine Familie werden von Systemen umgeben, sowohl politische und soziale Systeme, Gegenstände, Gebäude, Biosysteme als auch das übergeordnete Universum. Die Umwelt ist eine Vernetzung offener Systeme, die untereinander durch Adaption und Readaption nach Kongruenz streben.         | Der Mensch und seine Familie werden von Systemen umgeben, sowohl politische und soziale Systeme, Gegenstände, Gebäude, Biosysteme als auch das übergeordnete Universum. Die Umwelt ist eine Vernetzung offener Systeme, die untereinander durch Adaption und Readaption nach Kongruenz streben.         |
| Pflege                                 | Die Pflegeperson pflegt die systemische Einheit Mensch, Familie und Umwelt und versteht ihr Handeln als Dienstleistung auf allen Systemebenen. Ziel der Pflege ist, das Streben nach Kongruenz ressourcenorientiert zu erleichtern. Sie findet auf Basis von Verhandlungen statt.                       | Die Pflegeperson pflegt die systemische Einheit Mensch, Familie und Umwelt und versteht ihr Handeln als Dienstleistung auf allen Systemebenen. Ziel der Pflege ist, das Streben nach Kongruenz ressourcenorientiert zu erleichtern. Sie findet auf Basis von Verhandlungen statt.                       |

### Modell der fördernden Prozesspflege (1993)
| Modell der fördernden Prozesspflege | Modell der fördernden Prozesspflege |
| ----------------------------------- | --- |
| Autor                               | Monika Krohwinkel |
| Entstehungsjahr/-ort                | 1993 / Deutschland |
| Zugrundeliegende Theorie            | Weiterentwicklung Juchli |
| Grundtypus                          | Bedürfnismodell |
| Alternative Bezeichnungen           | Modell der fördernden Prozesspflege |
| Metaparadigmen                      | Definition durch das Modell |
| Mensch                              | Jeder Mensch ist sowohl Pflegender wie auch Pflegebedürftiger. Er ist ein „einheitliches, integrales Ganzes, das mehr und anders ist als die Summe seiner Teile, mit seiner eigenen Identität und Integrität“ mit dem Potential, sich zu entwickeln und sich selbst zu verwirklichen. |
| Gesundheit/Krankheit                | Gesundheit und Krankheit sind dynamische Prozesse, die vom Pflegenden entweder als Fähigkeit oder als Defizit erkannt werden können. Wohlbefinden ist ein subjektiv empfundener Teil der Gesundheit.                                                                                  |
| Umgebung                            | Die Umgebung ist nach der ganzheitlichen Vorstellung ein wesentlicher Faktor für Leben und Gesundheit; der Mensch lebt innerhalb einer Wechselbeziehung mit seiner Umwelt. |
| Pflege                              | Pflege soll die Fähigkeiten der pflegebedürftigen Person oder ihrer Angehörigen erhalten oder die Wiedererlangung fördern, um die Unabhängigkeit und das Wohlbefinden des Gepflegten zu erreichen.                                                                                    |

### Psychobiographische Pflege (1999)
| Psychobiographische Pflege | Psychobiographische Pflege |
| -------------------------- | --- |
| Autor                      | Erwin Böhm |
| Entstehungsjahr/-ort       | Österreich / 1999 |
| Zugrundeliegende Theorie   | Böhm’sche Pflegetheorie |
| Grundtypus                 | Interaktionsmodell |
| Alternative Bezeichnungen  | Pflege nach Böhm, Psychodynamisches Pflegemodell |
| Metaparadigmen             | Definition durch das Modell |
| Mensch                     | Analog zur Sozialpsychiatrie verwendet Böhm das biopsychosoziale Paradigma – Der Mensch ist mehr als Körper (Physis), dazu gehören ebenfalls Seele (Thymos) und Geist (Noos). Jeder Mensch verfügt darüber hinaus über eine persönliche Geschichte. Diese Faktoren stehen mit dem Umfeld in engem Zusammenhang und reagieren mit- und aufeinander. |
| Gesundheit/Krankheit       | Nicht die Krankheit wird behandelt, sondern Menschen, die unter Krankheitsbedingungen leben. Der Gesundungsprozess wird entscheidend durch die unmittelbaren Bezugspersonen, hier die Pflegenden, beeinflusst. |
| Umgebung                   | Jeder Mensch verfügt über ein individuelles soziales Umfeld und seine eigene Biographie. Enger Zusammenhang mit dem Paradigma Mensch. |
| Pflege                     | Laut Böhm hat die Pflege „die Wiederbelebung der Altersseele“ zum Ziel, die sich durch dementiellen Abbau retrograd anhand ihrer Biographie entwickelt. Die Pflegekräfte müssen sich deshalb in den biographischen Kategorien des Pflegebedürftigen bewegen.                                                                                       |